# Slot Fasanerie
Slot Fasanerie is een barokkasteel in Eichenzell in de buurt van de Duitse stad Fulda. In het kasteel is sinds 1972 een museum gevestigd.

## Geschiedenis
Het jachtslot Fasanerie (Duits: Fasanerie, een omheind gebied voor fazanten en ander jachtwild) werd tussen 1708 en 1714 gebouwd in opdracht van de vorst-abt van Fulda, Adalbert von Schleifras. Dit gedeelte vormt thans het hoofdgebouw van het gebouwencomplex. Vanaf 1730 werd het slot uitgebreid door vorst-abt Adolph von Dalberg. Het kreeg zijn huidige aanzien omstreeks 1740-1753 onder de eerste prins-bisschop van Fulda, Amandus von Buseck en diens bouwmeester Andreas Gallasini. Het kasteel werd tot het midden van de negentiende eeuw gebruikt als zomerresidentie van de bisschoppen.

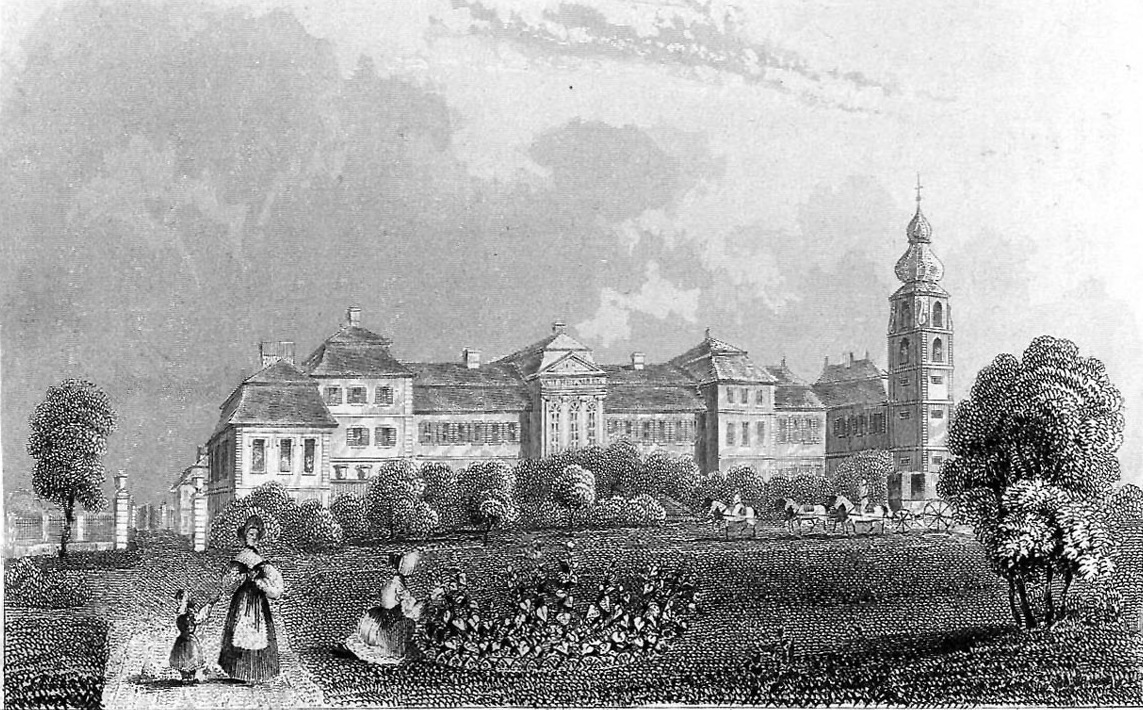
Zijaanzicht in 1850

Na de annexatie van Keur-Hessen door Pruisen in 1866 werd het slot onteigend. In 1878 werd het de privé-reidentie van Frederik van Hessen-Kassel. Zijn vrouw prinses Anna van Pruisen bewoonde het slot tot 1918. Tijdens de Tweede Wereldoorlog werd het gebouw ernstig beschadigd.
Het Slot Fasanerie is tegenwoordig eigendom van de Hessische Hausstiftung, een familiestichting van het adellijke Huis Hessen. De eerste stijlkamers werden opengesteld voor publiek in 1951. Sinds 1972 is het gebouw officieel een museum. In de zuidelijke vleugel zijn pronkkamers te zien uit de negentiende eeuw. De museumcollectie omvat onder andere een breed assortiment keramiek en kleine kunstvoorwerpen, grote beeldhouwwerken en portretbusten. De collectie kunstwerken uit de klassieke oudheid geldt als een van de belangrijkste privéverzamelingen van Duitsland. De porseleincollectie bevat voorbeelden van alle vroege Europese porseleinfabrieken. Bijzonder zijn de elf portretten van de militaire gouverneurs van Maastricht. Negen van deze meer dan levensgrote olieverfschilderijen werden geschilderd door Johann Valentin Tischbein in opdracht van baron Hobbe Esaias van Aylva. Ze hingen tot 1798 in het Maastrichtse Gouvernementspaleis, waarna ze in opdracht van de laatste gouverneur, graaf Frederik van Hessen-Kassel, werden overgebracht naar het Rumpenheimer Schloss in Offenbach am Main (Hessen). Na de Tweede Wereldoorlog werden ze, als onderdeel van de landgrafelijke kunstcollecties, overgebracht naar het Slot Fasanerie.

## Beschrijving
Het slot ligt ongeveer zeven kilometer buiten de stad Fulda op een kleine heuvel en omringd door bossen. Op een oppervlakte van ongeveer 100 hectare wordt het slot omgeven door een barokke tuin. Dit park is omgeven door een muur van natuursteen, tot zes meter hoog. 
Het kasteel bestaat uit verschillende vleugels, gesitueerd rondom een opeenvolging van binnenplaatsen. Sinds 2010 vinden er uitgebreide renovaties plaats, die volgens schattingen 7,5 miljoen euro zullen kosten. Het slot heeft zijn oorspronkelijke witte kleur teruggekregen. Het okergeel was pas in de jaren zeventig van de twintigste eeuw aangebracht.

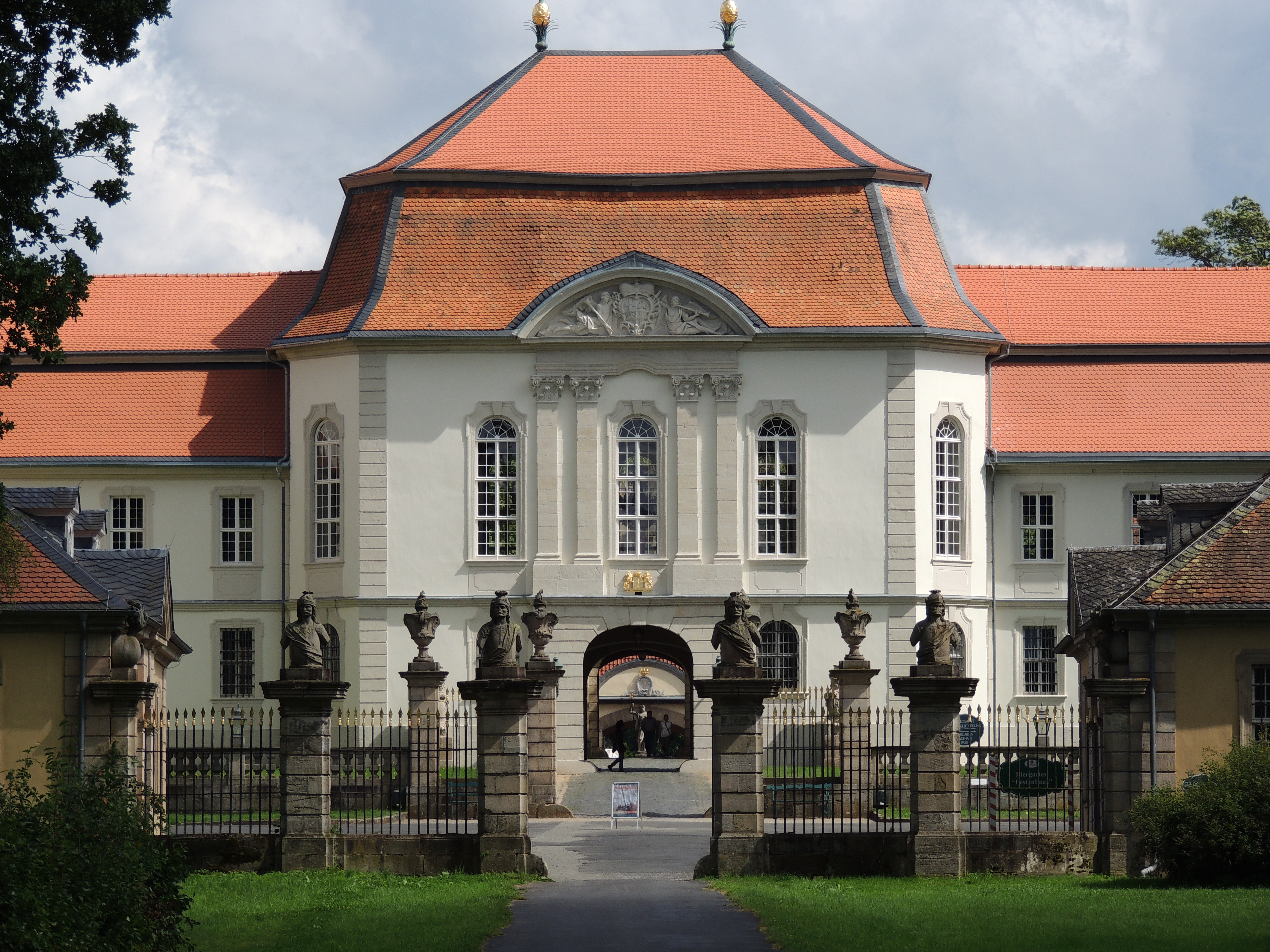
Hoofdgebouw
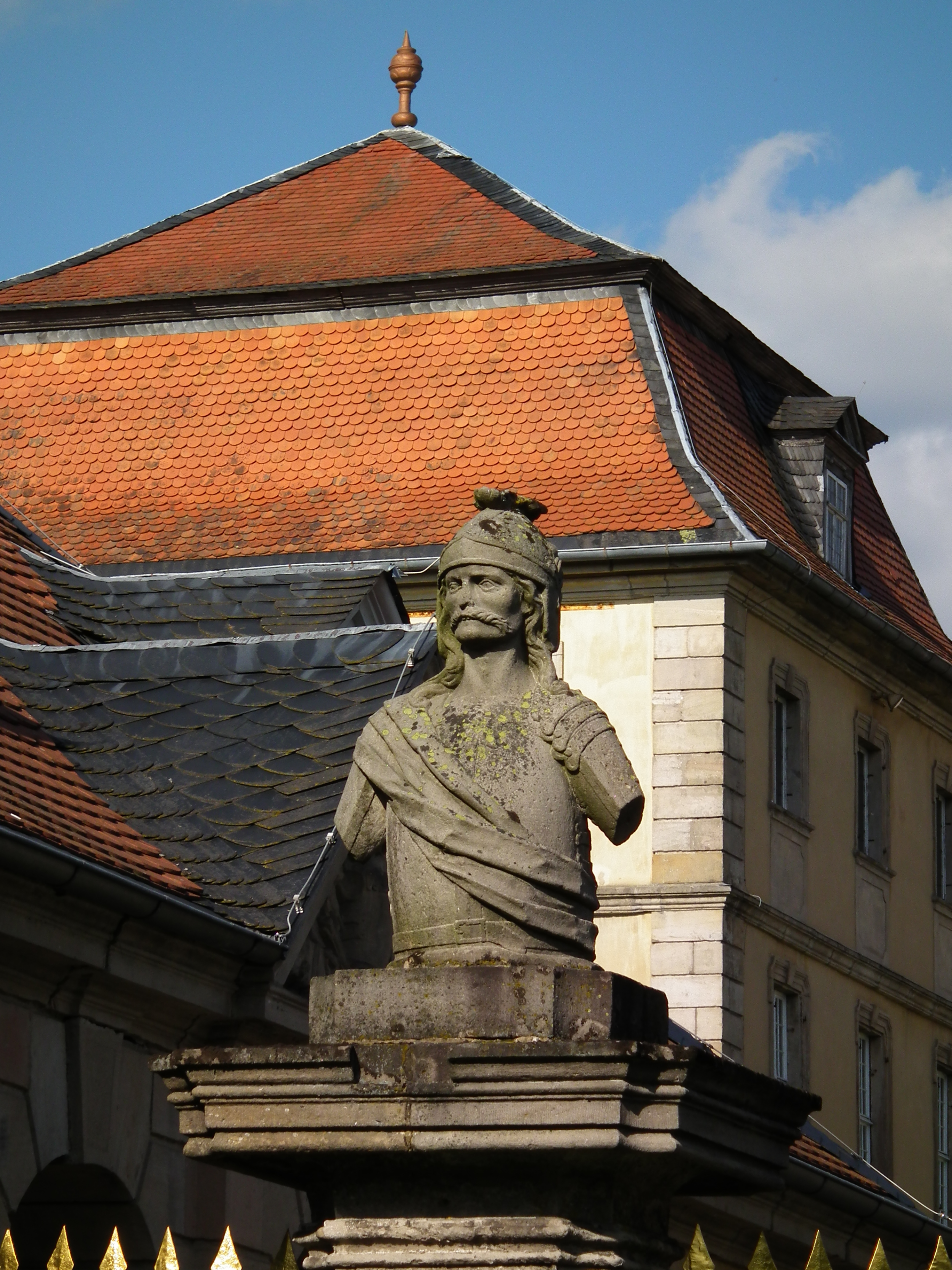
Detail poortwachter
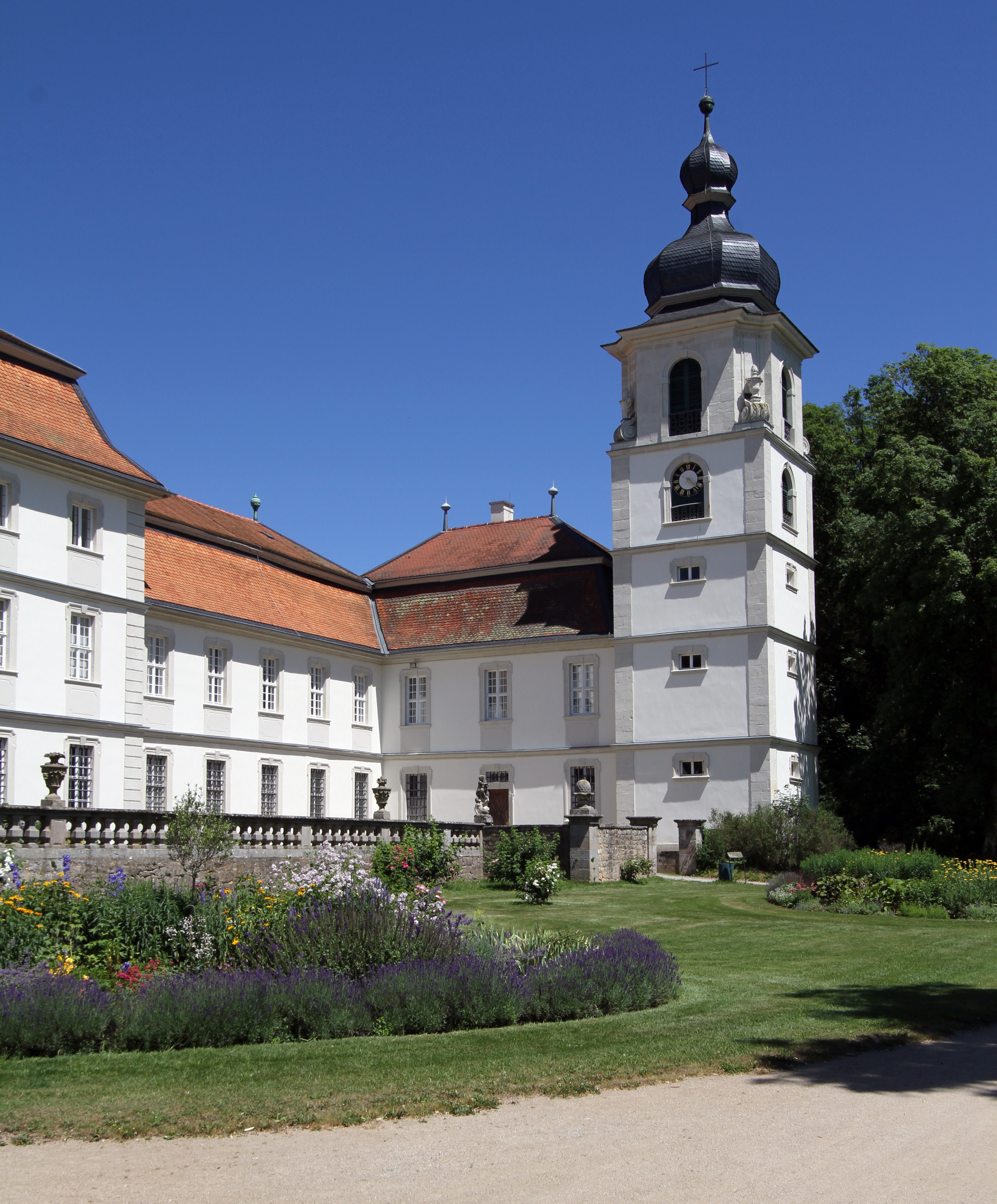
Zijvleugel met toren
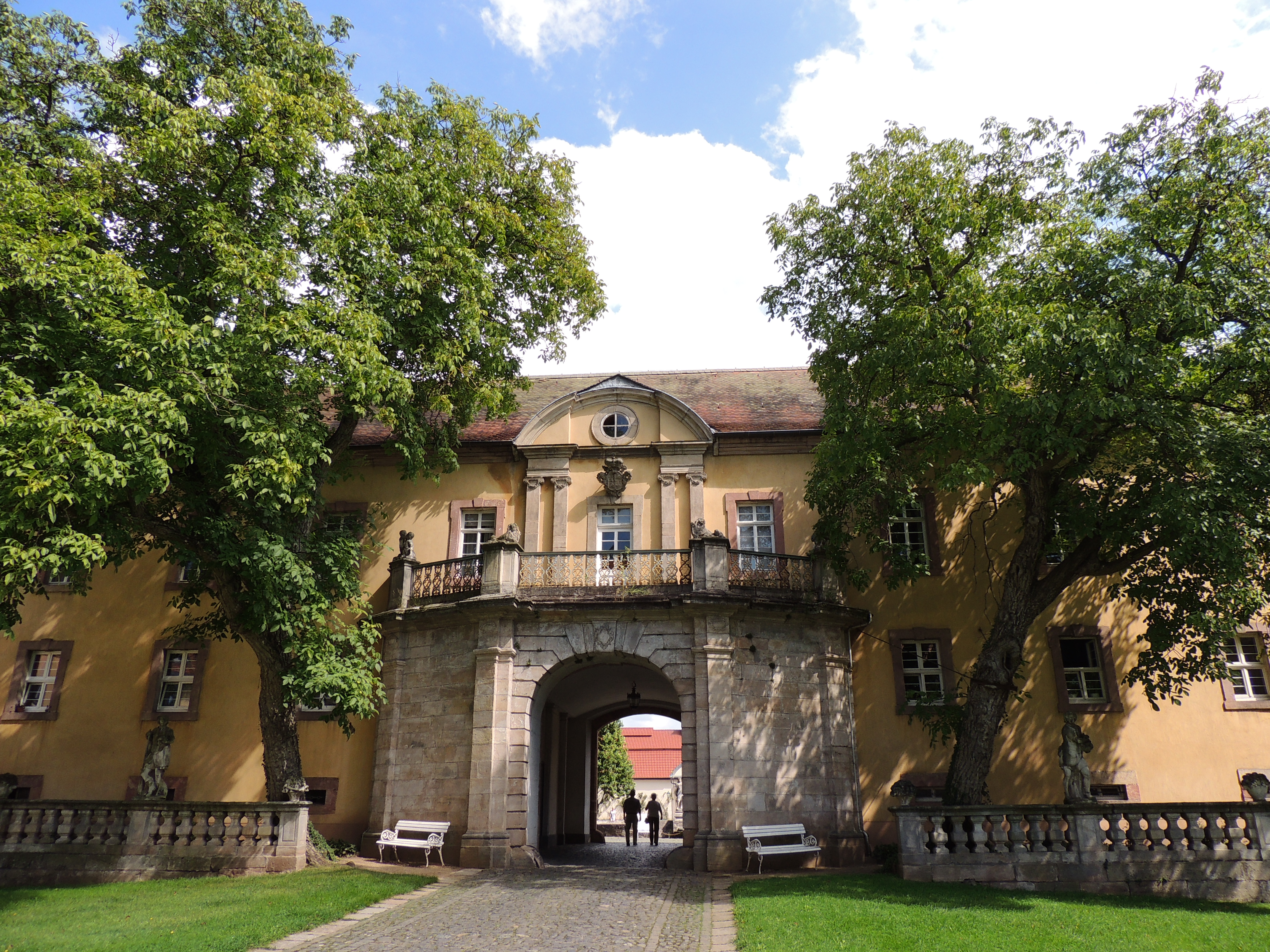
Poortdoorgang binnenplaats
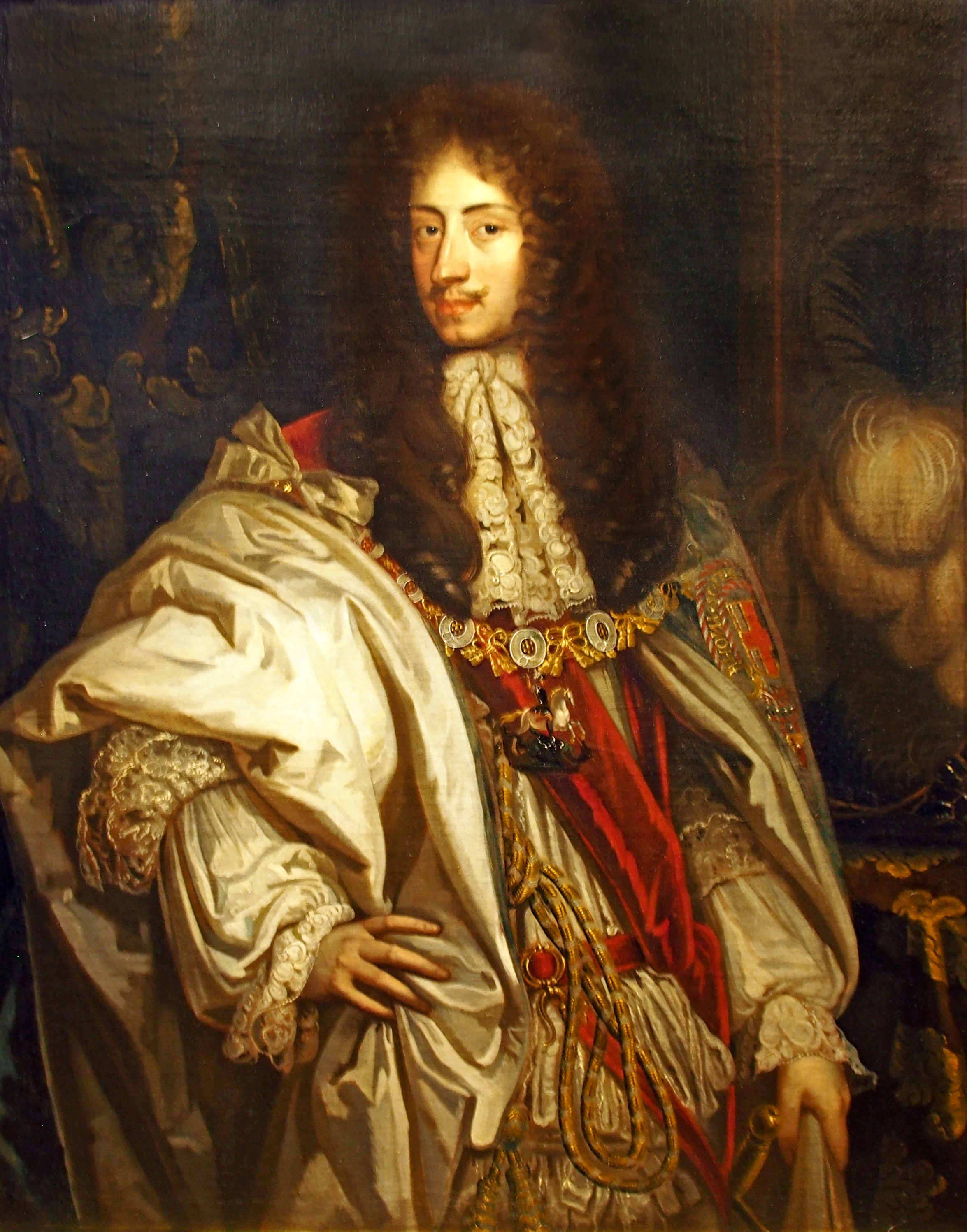
Portret van Karel II van de Palts door Willem Wissing, ca. 1680
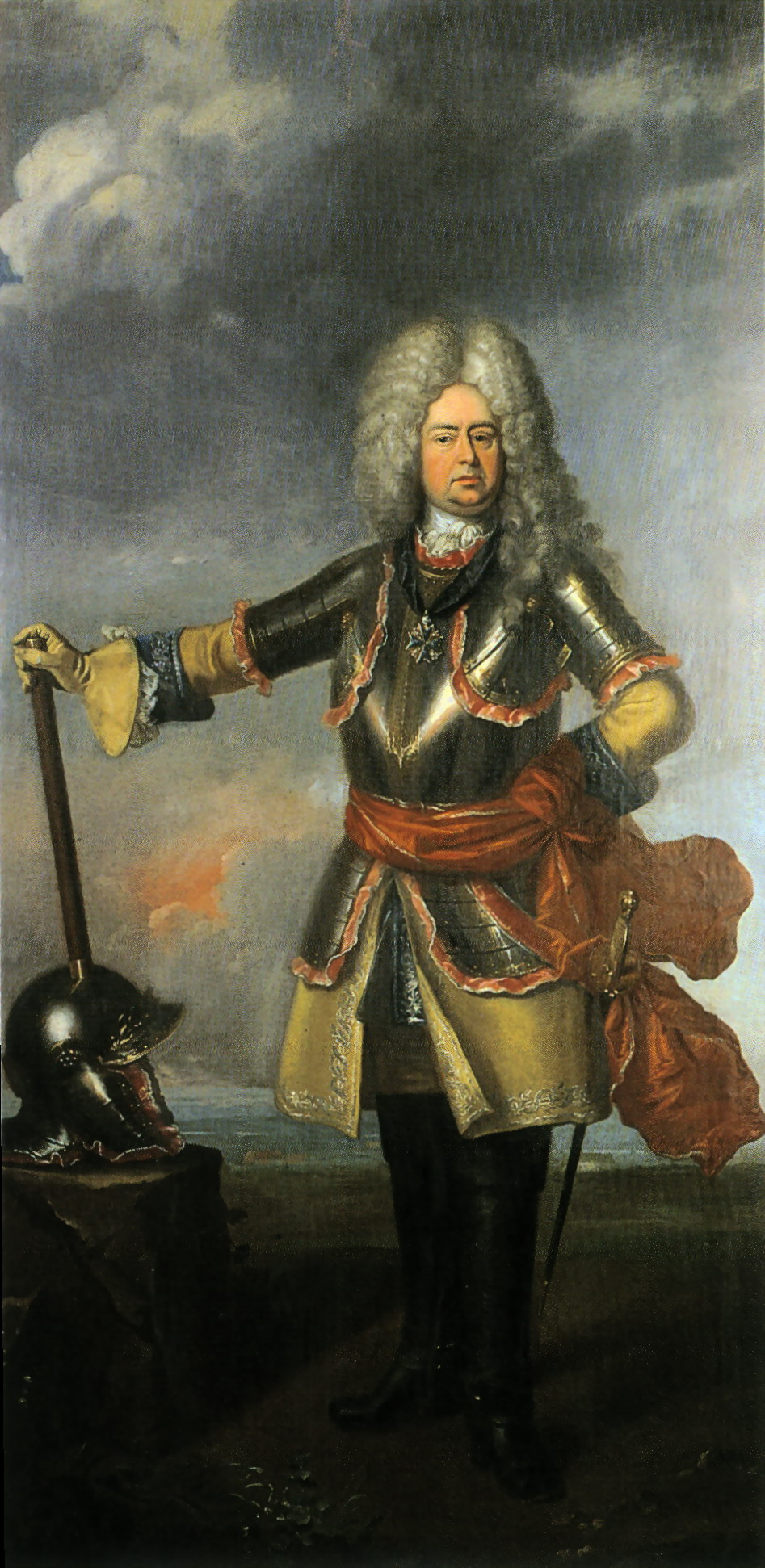
Gouverneursportret van Daniël van Dopff door Johann Valentin Tischbein, ca. 1750
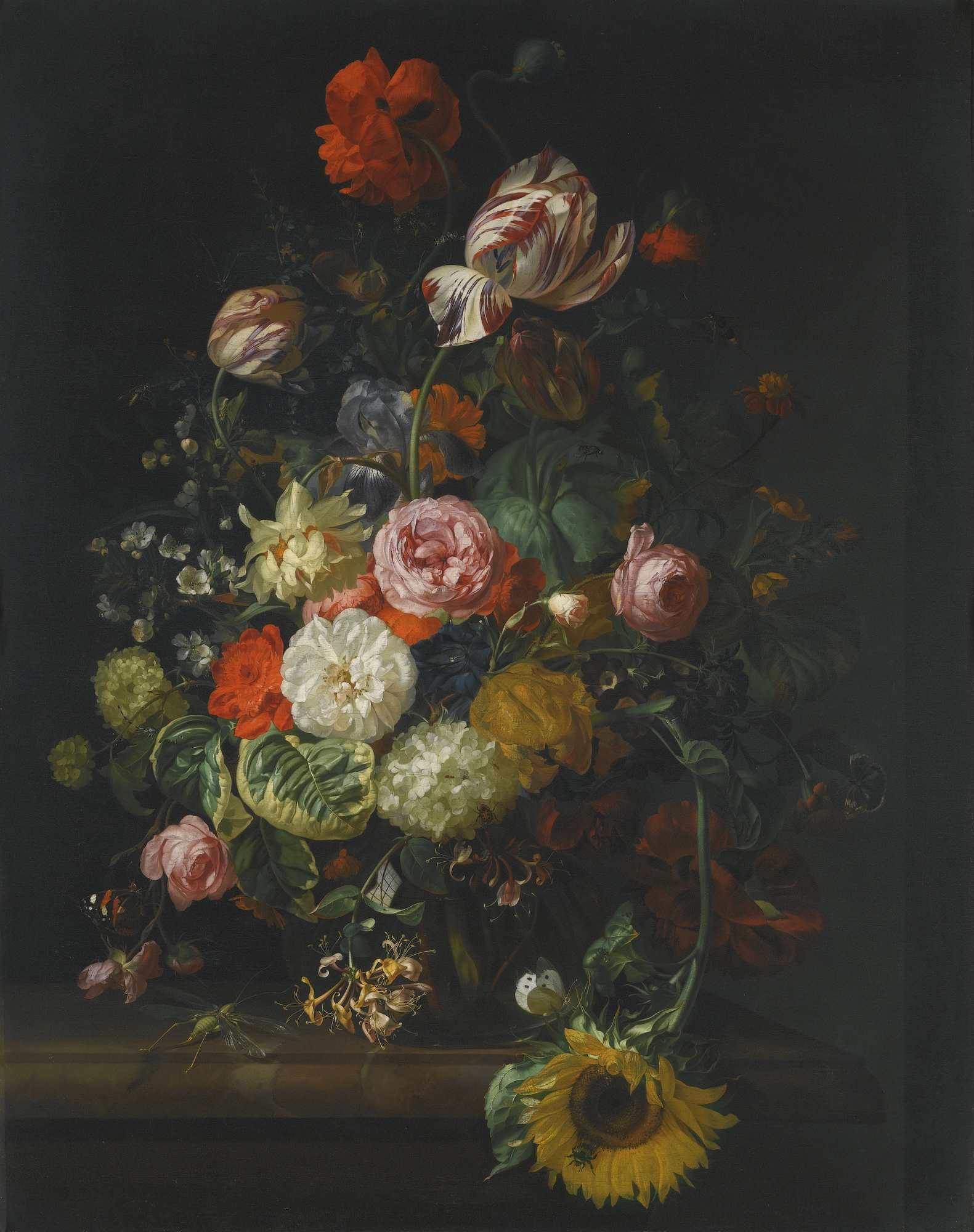
Stilleven met bloemen door Rachel Ruysch, 1710
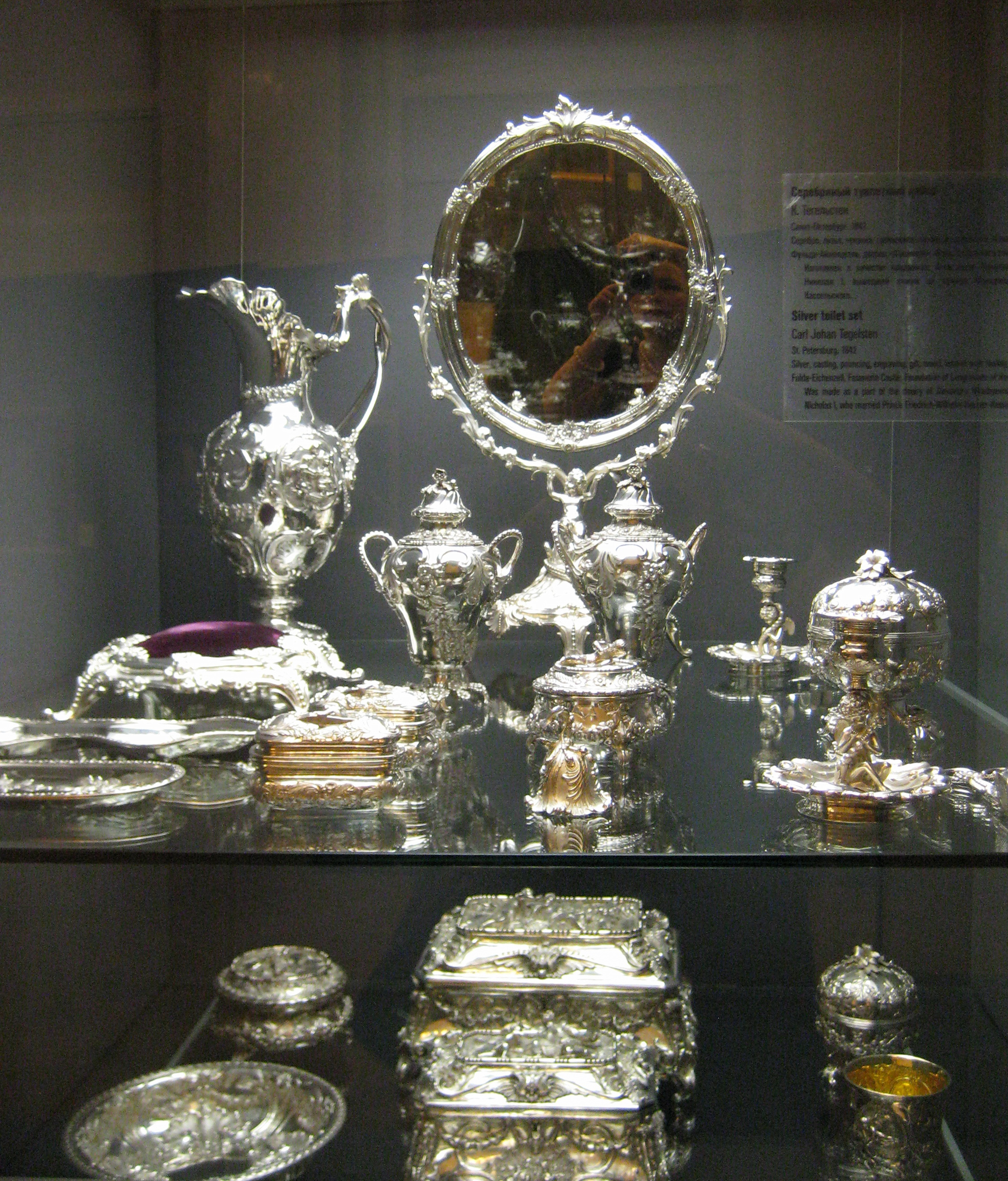
18e-eeuws zilverwerk van Alexandra Nikolajevna van Rusland